# Шард
Шард (рум. Șard) — село у повіті Алба в Румунії. Входить до складу комуни Ігіу.
Село розташоване на відстані 274 км на північний захід від Бухареста, 6 км на північний захід від Алба-Юлії, 73 км на південь від Клуж-Напоки.

## Населення
За даними перепису населення 2002 року у селі проживали 2117 осіб.
Національний склад населення села:
| Національність | Кількість осіб | Відсоток |
| -------------- | -------------- | -------- |
| румуни         | 1977           | 93,4%    |
| цигани         | 121            | 5,7%     |
| угорці         | 15             | 0,7%     |

Рідною мовою назвали:
| Мова      | Кількість осіб | Відсоток |
| --------- | -------------- | -------- |
| румунська | 2089           | 98,7%    |
| циганська | 14             | 0,7%     |
| угорська  | 13             | 0,6%     |